# Jan Chłosta
Jan Ginter Chłosta (ur. 27 grudnia 1938 w Olsztynie) – doktor nauk humanistycznych, publicysta, krytyk literacki, autor ponad 500 artykułów publicystycznych i naukowych o tematyce regionalnej, autor kilku książek o tematyce warmińskiej. 

## Życiorys
Przewodniczący Zarządu Warmińsko-Mazurskiego Oddziału Katolickiego Stowarzyszenia "Civitas Christiana" (2001). Przez trzy lata był redaktorem naczelnym Instytutu Wydawniczego PAX w Warszawie. Publikuje w "Gazecie Olsztyńskiej", omawiając wydawane w Niemczech książki o Warmii i Mazurach. Pod jego redakcją ukazały się książki o Marii Zientarze-Malewskiej, Władysławie Gębiku, Emilii Sukertowej-Biedrawinie, Janie Boenigku.
Wiceprzewodniczący Rady Wojewódzkiej w Olsztynie i członek Rady Krajowej PRON w 1983. Przez szereg lat był działaczem Stowarzyszenia PAX, z ramienia tego ugrupowania ubiegał się o mandat senatorski w wyborach w 1989. 

## Książki
- Wydawnictwo "Gazety Olsztyńskiej" w latach 1918-1939, Ośrodek Badań Naukowych im. Wojciecha Kętrzyńskiego w Olsztynie, Wydawnictwo Pojezierze, Olsztyn 1977, 191 ss.
- Olsztyńskie biografie literackie (1991)
- Znani i nieznani olsztyniacy XIX i XX wieku (w dwu wersjach językowych: polskiej i niemieckiej, wydane przez "Książnica Polska"), Olsztyn 1996.
- Ludzie godni pamięci - warmińsko-mazurscy patroni olsztyńskich ulic, Olsztyn 1997, Książnica Polska.
- Warmia i Mazury w literaturze polskiej i niemieckiej po 1945 r. (1998)
- Był z Warmią jak kość, co obraca się w stawie – wspomnienia o Janie Boenigku, Wstęp i opracowanie Jan Chłosta, Olsztyn 2003.
- Zwyczaje i obrzędy na Warmii, ElSet, Olsztyn 2009.